# Şükrü Ersoy
Şükrü Ersoy (Istanbul, 14 gennaio 1931) è un ex calciatore e allenatore di calcio turco, di ruolo portiere.

## Palmarès

### Giocatore

#### Competizioni nazionali
- Campionato turco: 2

Fenerbahçe: 1959, 1960-1961

### Allenatore

#### Competizioni nazionali
- Coppa di Turchia: 2

Fenerbahce: 1978-1979
Altay: 1979-1980